# Medalha Jun-ichi Nishizawa IEEE
O Instituto de Engenheiros Eletricistas e Eletrônicos (IEEE) adicionou em 2002 uma nova medalha a seu programa de premiações. Anualmente uma ou mais pessoas nomeadas são agraciadas com uma medalha em memória de Jun-ichi Nishizawa, considerado o pai da microeletrônica japonesa. Nishizawa foi professor, diretor de dois institutos de pesquisa e o décimo-sétimo reitor da Universidade de Tohoku, Sendai, Japão, que contribuiu com inovações significativas nas áreas de comunicação óptica e dispositivos semicondutores, como diodos laser e PIN e tiristores de indução estática para aplicações em potência elétrica.
Concedida anualmente nas áreas de ciência dos materiais e tecnologia de dispositivos.
A medalha é patrocinada pela Federation of Electric Power Companies do Japão.

## Recipientes
- 2004: Frederick H. Dill[1][2]
- 2005: Jerry M. Woodall[3]
- 2006: Hideo Sunami,[4] Mitsumasa Koyanagi[5] e Kiyoo Itoh[6]
- 2007: Nicolaas Frans De Rooij[7]
- 2008: Wolfgang Helfrich, Martin Schadt e James Fergason
- 2009: Chenming Hu
- 2010: Richard M. Swanson[8]
- 2011: Bernard Lechner, Peter Brody e Fang Cheng Luo[9]
- 2012: Mark T. Bohr,[10] Robert S. Chau,[11] e Tahir Ghani[12]
- 2013: Burn J. Lin[13][14]
- 2014: Franz Laermer[15] e Andrea Urban[16]
- 2015: Dimitri Antoniadis[17]
- 2016: Masayoshi Esashi[18]
- 2017: Ching W. Tang, Stephen R. Forrest e Mark Thompson[19]